# Historia territorial de Bolivia

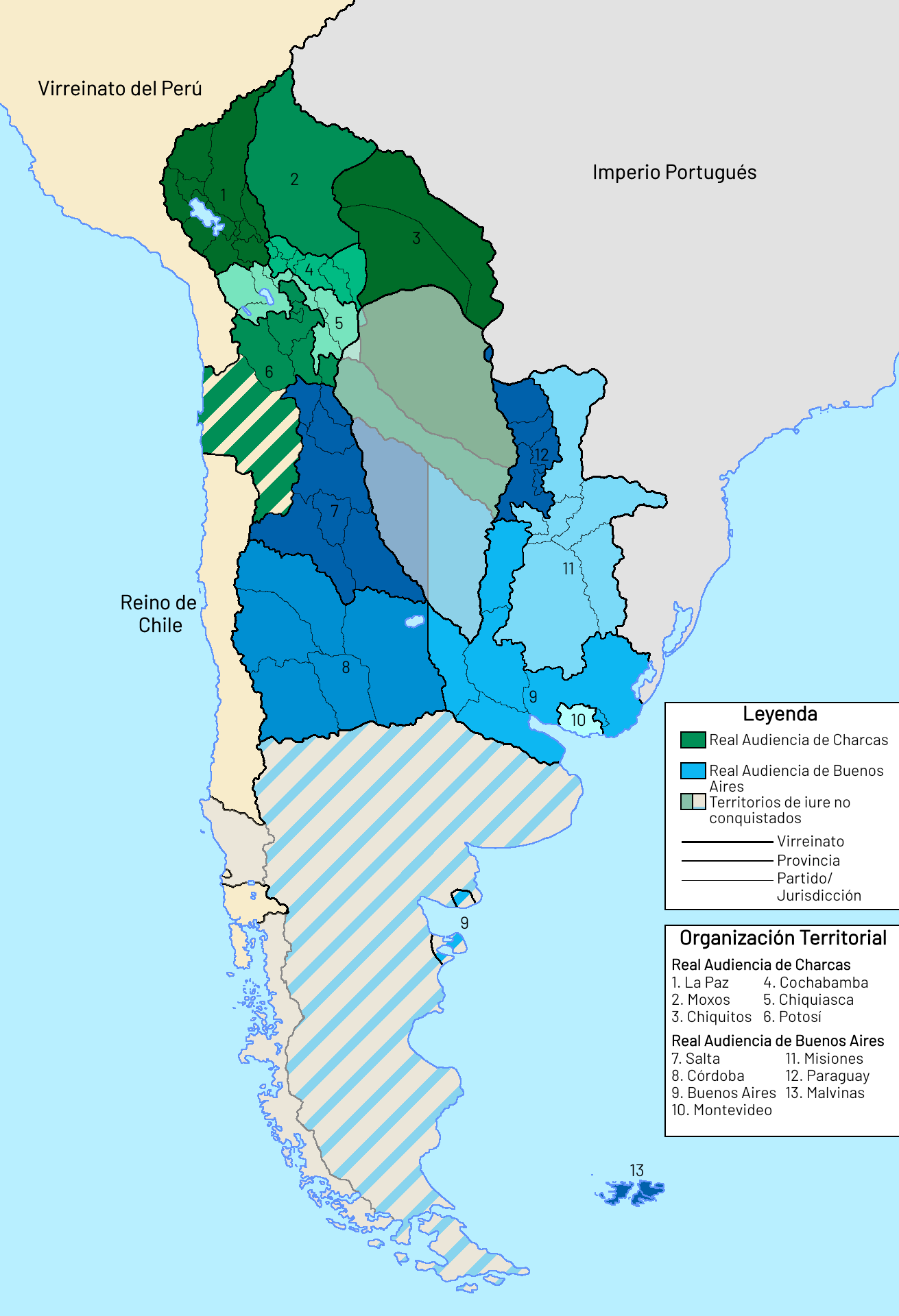
En tonalidades verdes, la Real Audiencia de Charcas.

Bolivia nació sobre la base geográfica de la Provincia de Charcas, territorio en el cual se encontraba la Real Audiencia de Charcas y también sobre el fundamento jurídico de las disposiciones reales y coloniales hasta el año 1810.
Con las resoluciones de la Asamblea Deliberante del 6, 7, 11 y 17 de agosto de 1825 tras el decreto del Congreso General Constituyente de Buenos Aires del 9 de mayo de 1825 que declaró que las cuatro provincias del Alto Perú que habían integrado el Virreinato del Río de la Plata queden en plena libertad para disponer de su suerte, surgió la nueva nacionalidad, emancipada de la Corona Real y organizada posteriormente. Fue entonces cuando sus fronteras se definieron por el norte desde los orígenes del río Yavarí, incluyendo Lampa y Apolobamba, hasta la confluencia del río Madeira. Por el sur hasta las provincias de Salta (que disputaba Tarija, anexada a esa provincia por el rey el 17 de febrero de 1807), partido de Toldos y Chaco Central, por el este hasta el territorio de Mato Grosso, delimitado por los ríos Madera, Iténez o Guaporé y Paraguay. Por el oeste hasta el océano Pacífico, comprendiendo el litoral boliviano.
Bolivia se presentó como nación moderna con cinco provincias: Potosí, Charcas, Cochabamba, La Paz y Santa Cruz y varios territorios nacionales. En 1825 durante el gobierno del mariscal Antonio José de Sucre, las cinco provincias se transformaron en cinco departamentos y estos fueron divididos en provincias y cantones.

## Generalidades
En la actualidad, la superficie de Bolivia es de 1 098 581 km², por lo que ocupa el quinto lugar entre los países sudamericanos.
En el momento de su independencia, Bolivia tenía 2 363 769 km². En relación con su territorio actual, la diferencia es de 1 265 188 km², lo que es un poco más de 1,15 veces.

## Modificaciones por guerras territoriales y por vía diplomática

### Límites orientales
Según el uti possidetis los límites orientales con Brasil correspondían a los del Virreinato del Río de la Plata en el Gobierno de Chiquitos y el  Gobierno de Moxos; es decir hacia 1825 los límites de Bolivia con Brasil habrían de ser -de norte a sur-  las vaguadas de los ríos Madera, Itenes, Yaurú y río Paraguay, con una pequeña frontera seca en la zona llamada Serere entre las nacientes del Itenes y el Yaurú; pero en los últimos años de la dominación española el realista  gobernador intendente de Chiquitos solicitó la anexión de toda la región de Chiquitos al Reino Unido de Portugal, Brasil y Algarve; la amenaza de un ataque por parte de las tropas al mando de Bolívar y el hecho de que los lusobrasileños debieran afrontar al mismo tiempo la resistencia de la Provincia Oriental y una inminente guerra con Argentina hizo que portugueses y brasileños devolvieran al nuevo estado boliviano la mayor parte de la región que habían ocupado, aunque manteniendo territorios al oeste y al sur de los mencionados ríos; en efecto: tras 1825 Brasil se consolidó con fronteras geodésicas secas en el noreste del Chaco Boreal y complicó aún más la situación el hecho de que en 1811 el estado paraguayo había reclamado gran parte del mismo Chaco Boreal.

#### El Acre
El territorio del Acre inicialmente tenía unos 355 242 km² (si nos atenemos a los límites orientales y septentrionales de 1825 que corrían aproximadamente por el paralelo 7° S desde las nacientes del Yavarí hasta la vaguada del Madera). Pero el territorio del Acre también era disputado por Perú antes de la ocupación brasileña.
El presidente boliviano Mariano Melgarejo literalmente obsequió al Brasil 102 400 km² del noreste acreano al suscribir el Tratado de Ayacucho de 23 de noviembre de 1867. Tras esa cesión de territorios que pasaron a formar parte del Amazonas brasileño, Bolivia aún mantenía una importante gran cuña (sus límites orientales eran una diagonal geodésica) que llegaba hasta las fuentes del Yavarí; tal cuña fue parte de Bolivia hasta el año 1903 y luego de la guerra pasó a constituir la mayor parte del actual Acre brasileño.
En el año 1903, el territorio de Acre se perdió en la guerra homónima. En esta guerra se perdieron 187 830 km². El interés del Brasil era por las riquezas que poseía la región del Acre, principalmente el auge de la goma o caucho.
El tratado se firmó en el gobierno de José Manuel Pando, primeramente se llamó modus vivendi. La zona de litigio del Acre se otorgó con la firma en la ciudad brasileña de Petrópolis de un tratado.
Bolivia cedió en el año 1903,  187 830 km² por 2 000 000 de libras esterlinas más la construcción del ferrocarril del Puerto de San Antonio sobre el río Madera, hasta Guayaramerín en el río Mamoré con un ramal a Villa Bella.
Con el tratado del 17 de noviembre de 1903, el Brasil solo logró parcialmente cumplir el ferrocarril en 1912  pues no pudo alcanzar a la ciudad de Riberalta debido a las condiciones del terreno, y costó al Brasil 33 millones de dólares estadounidenses y la vida de 3 600 trabajadores brasileños. Llamado Estrada de Ferro Madeira-Mamoré, el ferrocarril funcionó hasta 1972, cuando fue desactivado por no ser más rentable económicamente para ambos países. Este tratado fue modificado posteriormente por los tratados de 1928 y 1938, apuntando a las obligaciones siempre cumplidas por el Brasil.
Llegando Bolivia perder todo el territorio que son 490 430 km²

### ConPerú
Después de numerosas tratativas para alcanzar un acuerdo de límites entre Perú y Bolivia, ambos países apelaron al arbitraje de Argentina en 1902. La antigua disputa entre la Audiencia de Charcas  (que se correspondía aproximadamente con Bolivia) y el Virreinato del Perú  (Perú); a pesar del laudo arbitral argentino de 1909, que movidos por intereses de rivalidad con el Brasil, termina fallando en favor del Perú y comprometíendo territorios bolivianos que no estaban dentro de la discusión que el Perú pretendía reivindicar, desatando disputas.
La repulsiva boliviana al laudo arbitral provocó la ruptura de relaciones con la Argentina, mientras el Perú declaraba que la no aceptación del laudo sería considerada como declaratoria de guerra.
Ambos países se entendieron directamente y en 1909 se firmó el tratado por el que Bolivia cedía al Perú en forma definitiva unos 250 000 km² en una zona productiva de quina que comprendían la cuenca del río Madre de Dios y  Purus en la Amazonia. Dicho acuerdo fue conocido como el Tratado Polo-Bustamante, firmado por Solón Polo y  Daniel Sánchez Bustamante en la ciudad de La Paz.
El acuerdo estuvo rodeado de episodios militares en las regiones de Manuripi y Tambopata, que involucraron por primera vez a indígenas amazónicos pertenecientes a uno y otro estado, se produjeron combates como la  desocupación de Puerto Heath (agosto de 1910) donde los bolivianos evacuaron el fortín Health al acercarse los peruanos, como el del 15 de septiembre de 1910 en el que 150 soldados peruanos apoyados con refuerzos de los indígenas Chamas y Campas  atacaron el fortín boliviano de Abaroa situado a la orilla derecha del Manuripi, defendida por 20 soldados bolivianos, finalmente las tropas peruanas ocuparon dicho fortín conquistando dicho territorio.
Después de finalizado la Campaña del Manuripi hay un detalle en este hecho que es muy particular ya que el territorio defendido por el Capitán Lino Echeveria hacia dos meses atrás había sido cedido al Perú por el tratado de 1909 por el gobierno en el que también se perdía la Región del Purus con 250.000 km², pero no le fue comunicado por el gobierno o sus superiores, cumpliendo su deber no dudó en ofrendar su vida.

### ConParaguay
Del territorio del Chaco Boreal que abarca unos 598 000 km² Bolivia reclamaba hasta los 1930 casi la totalidad (a excepción de los territorios orientales cedidos en 1825, 1903 y 1925 al Brasil),  se estima que unos 325 000 km² de extensión fueron conservados por Paraguay al ser victorioso sobre Bolivia durante la guerra del Chaco. Por su parte, Bolivia consiguió el acceso al río Paraguay y al Poblado de Puerto Casado, propiedad paraguaya.

### ConArgentina
La Confederación Argentina pretendió derechos sobre el distrito de Tarija, pero las élites chapacas (tarijeñas) ante el caos y la consecuente pobreza que entonces reinaban en Argentina (en plena guerra  de las entonces provincias argentinas contra Brasil)  habían manifestado sus deseos de incorporarse a Bolivia y finalmente lo hicieron. Esta fue una de las causas que desataron la beligerancia contra el gobierno peruanoboliviano de Andrés de Santa Cruz; pero el ejército de la Confederación derrotó a las fuerzas argentinas en Iruya, Humahuaca el 11 de junio de 1838, y en Montenegro el 24 de junio de ese mismo año, pasando a invadir territorio argentino que luego sería devuelto ante la imposibilidad de mantener esos territorios bajo su poder, consolidando de esta forma la Confederación Perú-boliviana y la situación de Tarija como territorio boliviano.
Tras la disolución de la Confederación Perú-boliviana, el territorio de Tarija quedó bajo control militar del estado boliviano siendo reclamado por Argentina hasta 1889 y se devolvió el territorio argentino ocupado por tropas bolivianas,ante la imposibilidad de mantenerlos bajo su poder. Finalmente se otorgó parte de la puna de Atacama a la Argentina vía diplomática
En el año 1889, Bolivia -tras ser derrotada por Chile en la Guerra del Pacífico- y haber perdido casi toda continuidad territorial con la Puna de Atacama, la cual se hallaba casi íntegramente ocupada por Chile, firmó con Argentina el Tratado Quirno Costa-Vaca Guzmán, con el que Bolivia terminó reconociendo unos 90 000 km² (toda la Puna de Atacama) como parte de Argentina y por contraparte esta reconocía definitivamente a Tarija como territorio boliviano. En 1925 una rectificación de límites (ya que tras el anterior tratado se consideraba que serían bolivianos todos los territorios fronterizos en el Chaco al norte del paralelo 22° S.) reconoció a Bolivia el control sobre la cuña de Yacuiba y la de las Juntas de San Antonio.

### ConChile

Disputa limítrofe del desierto de Atacama entre Bolivia y Chile.

Durante la época del Imperio español, el despoblado de Atacama aparece como parte del corregimiento de Copiapó de la Capitanía General de Chile y el río Loa como límite entre Perú y Chile.
Luego de firmarse la independencia de la nueva República de Bolivia, Simón Bolívar remitió al Congreso Constituyente boliviano su primera Constitución, cuyo artículo 3° establece a Bolivia como país sin acceso marítimo, al indicar que: "El territorio de la República boliviana comprende los departamentos de Potosí, Chuquisaca, la Paz, Santa Cruz, Cochabamba y Oruro". 

Bolívar se propuso entonces crear un puerto para el recientemente organizado estado boliviano. En un principio se pensó en el puerto de Arica; sin embargo, fracasadas las conversaciones con Perú para la cesión, el gobierno boliviano comisionó al coronel Francisco Burdett O'Connor, quien eligió el puerto de Cobija (antiguo asentamiento chango) por sus condiciones geográficas, su pequeña península y su caleta abrigada a los vientos. El primer asentamiento en el lugar databa de 1578, cuando funcionó como puerto de cabotaje para Real Audiencia de Charcas.

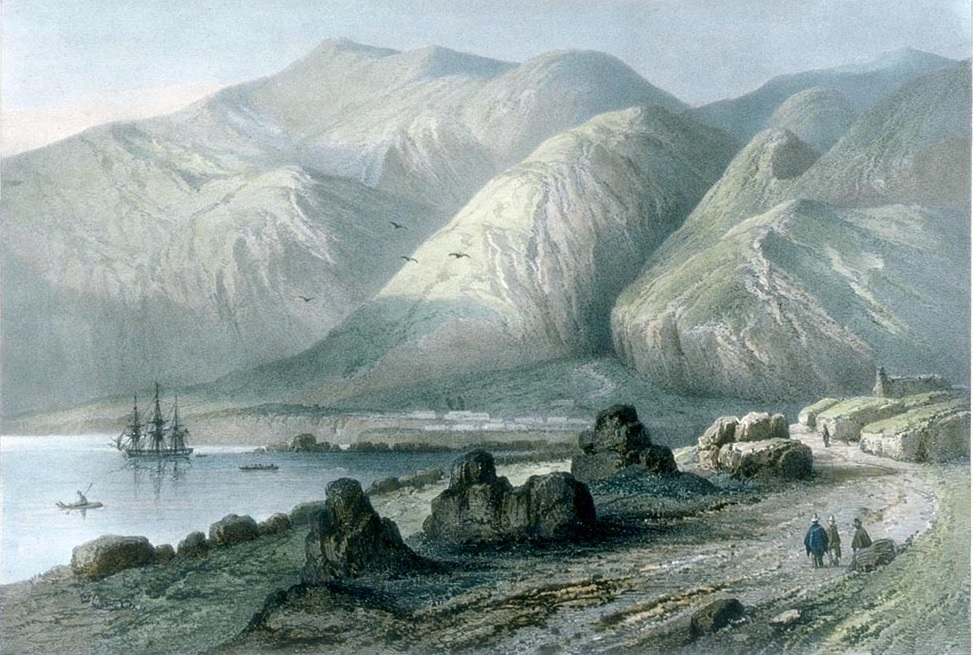
Puerto de Cobija (1841).

Por decreto del General Sucre, el estado boliviano estableció a Cobija como puerto nacional el 25 de diciembre de 1825. Fue nombrado La Mar, en «justa recompensa al mérito contraído por el gran Mariscal don José de La Mar, vencedor en Ayacucho» según reza el decreto de su habilitación.
En 1827 se izó el pabellón boliviano en Cobija. En 1831 Bolivia promulga una nueva Constitución, la cual vino a agregar la provincia litoral de Tarija. En 1843 una nueva carta agregó el distrito de Cobija. 
El 1 de julio de 1829, el presidente Andrés de Santa Cruz convirtió, mediante decreto, a Atacama en una provincia independiente con un gobernador que respondía directamente al presidente, denominada Litoral, alcanzando así una jerarquía superior a una provincia común, pero inferior a un departamento. En 1839, el presidente José Miguel de Velasco elevó el rango de la provincia del Litoral a distrito con un prefecto.
La incorporación de Cobija a Bolivia se consideró ilegal por parte de Chile quien recién reconoce la ocupación con el tratado de límites de 1866, se estableció la frontera entre Chile y Bolivia sobre el paralelo 24º, pero estableciendo un área de intereses comunes entre los 23° y 25° de latitud sur.
Posteriormente, se firmó el tratado de 1874, que estableció como límite definitivo entre Bolivia y Chile en el paralelo 24°, bajo condición de que, durante el lapso de 25 años no se impondrían nuevos gravámenes a las numerosas personas y empresas chilenas instaladas en la zona. 
En 1875, la capital del departamento fue trasladada, desde Cobija, a Antofagasta.
El 23 de febrero de 1878, se creó por ley la Provincia del Loa, ubicada en el norte del departamento. Se determinó que la capital de esta fuese el puerto de Tocopilla.
En 1879, Bolivia perdió su décimo departamento denominado departamento del Litoral con Chile, cedió sus pretensiones con el tratado de 1904. La superficie territorial que perdió Bolivia en esa guerra fue de 120 000 km².